# NGC 1425
NGC 1425 je galaksija u zviježđu Kemijska peć.

## Vanjske poveznice
- SEDS: NGC 1425